# Muzeum Tatry

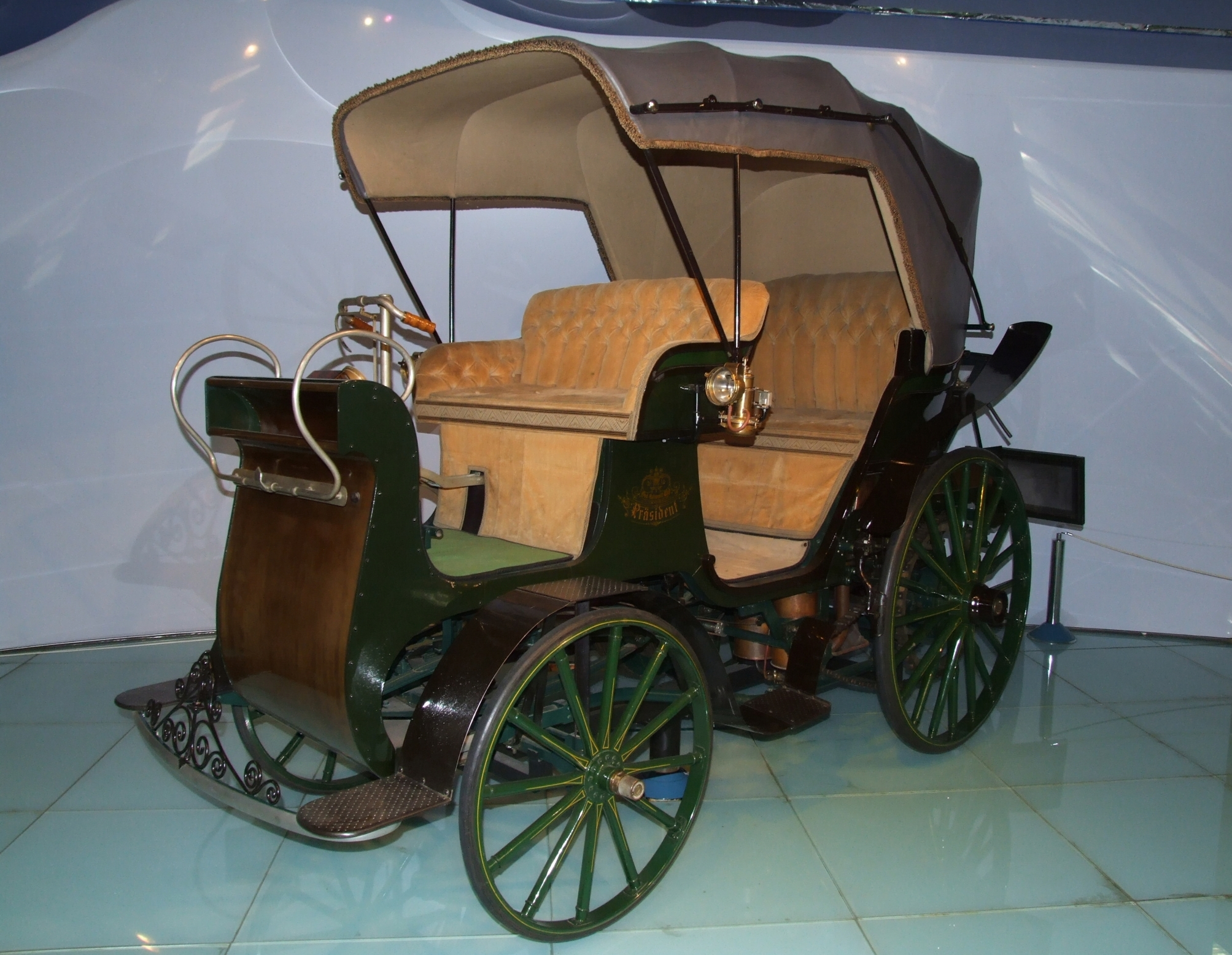
Replika samochodu "Präsident" z 1897 - pierwszego automobilu wyprodukowanego w ówczesnych Austro-Węgrzech

Muzeum Tatry (Muzeum Techniki Tatra, Technické muzeum Tatra) formalnie jest jedną z wystaw Muzeum Regionalnego w mieście Kopřivnice (Koprzywnice) w Czechach (obok Willi Szustali, Muzeum Wójtostwa oraz Muzeum Emila i Dany Zatopków). Jednak ogromne bogactwo i atrakcyjność ekspozycji sprawiają, że wystawa ta jest dominującym elementem muzeum, które właśnie z nią najczęściej jest utożsamiane.
Samo Muzeum Regionalne powstało w roku 1997 w miejscu wcześniejszego Muzeum Techniki Tatra. Jest stowarzyszeniem o charakterze non-profit, zostało założone przez dwóch wspólników - spółkę akcyjną Tatra i przez miasto Kopřivnice.

## Charakter muzeum
Zwiedzający nie mają obowiązku wynajmowania przewodnika, a zwiedzanie ma swobodny charakter. W muzeum można też obejrzeć materiały filmowe (monitory obsługiwane przez zwiedzających), odpocząć na ławce. Istnieje możliwość wykonywania zdjęć. Muzeum nosi pewne cechy skansenu (stojący poza budynkiem pociąg Slovenská strela).

## Historia
W 1947 z pomocą władz miasta, pozyskano budynek dla potrzeb powstającego muzeum. Pierwsze eksponaty to prywatne zbiory Emila Hanzelka. Z czasem muzeum rozrastało się - w 1967 r. dobudowano nowy, jasny pawilon wystawowy; muzeum oddano pod zarząd ówczesnych Zakładów Państwowych Tatra. W 1997 r. nastąpiło uroczyste otwarcie nowego Muzeum Techniki; wkrótce powstał nowy podmiot prawny o nazwie Muzeum Regionalne w Koprzywnicy.

## Eksponaty
- pojazdy wojskowe
- samochody osobowe
- samochody specjalne
- samochody sportowe i wyścigowe
- pojazdy współczesne
- ciężarówki
- pojazdy kolejowe
- lotnictwo (w mniejszym zakresie)
- silniki, sprzęt naprawczy
- pociąg Slovenská strela